# Estádio Universitário de Lisboa
Das Estádio Universitário de Lisboa (Portugiesisch für: Universitätsstadion von Lissabon, EUL) ist ein Sportkomplex mit einem Stadion in der portugiesischen Hauptstadt Lissabon. Es gehört zur Universität Lissabon und dient als Sportstätte u. a. für Leichtathletik und Rugby.
Das etwa 40 Hektar große Gelände besteht aus dem eigentlichen Stadion, dem Estádio da Honra (Portugiesisch für: Ehrenstadion), weitere Rasenplätze, zwei Sporthallen, eine Schwimmhalle, medizinische Einrichtungen und eine Tennisanlage. Bei Veranstaltungen auf dem Sportkomplex wird üblicherweise immer nur der allgemeine Begriff Estádio Universitário de Lisboa als Name des Veranstaltungsorts verwendet, unabhängig von der konkreten einzelnen Einrichtung auf dem Komplex, also auch dem 8.000 Zuschauer fassenden Stadion.
Es finden hier internationale, nationale und regionale Veranstaltungen v. a. des Studentensports, der Leichtathletik und des Rugby statt. Die Einrichtungen werden auch an Vereine und private Nutzer vermietet. Zwischenzeitlich nutzte der Lissabonner American-Football-Verein Lisboa Navigators das Stadion für seine Heimspiele.

## Geschichte
Das Stadium wurde im Rahmen der Feiern zum 30. Jubiläum des Estado Novo-Regimes errichtet, am 27. Mai 1956 eingeweiht und der semifaschistischen Jugendorganisation Mocidade Portuguesa übergeben. 1957 fanden dort die portugiesischen Universitätsspiele statt und 1959 die ersten Landesmeisterschaften im Judo.
Im Zusammenhang mit den ersten Studentenprotesten in Portugal (Crise estudantil) fand hier, im Estádio da Honra, am 24. März 1962 eine große studentische Vollversammlung statt, um das behördliche Verbot der Gedenkfeiern zum Tag des Studenten zu beraten.
Im Jahr 1965 erhielt das Estádio da Honra elektrisches Licht, das beim Rugbyspiel zwischen dem Universitätsclub CDUL und einem Agrarstudententeam eingeweiht wurde. 1966 folgte die Einweihung der ersten Sporthalle des Estádio Universitário (Pavilhão Gimnodesportivo n.º 1) unter Anwesenheit des Staatspräsidenten Américo Tomás. 1968 fanden hier die zweiten Studenten-Weltmeisterschaften im Judo statt, Fernando Almada schloss als bester Portugiese auf dem dritten Platz ab.
1970 wurde der zweite Rasenplatz des Stadions errichtet und das erste sportmedizinische Zentrum des Landes eingeweiht. 1981 entstand die zweite Sporthalle (Pavilhão n.º 2).
Mit Gesetz Nr. 276/89 vom 22. August 1989 wurde der Sportkomplex als eigenständige Körperschaft Estádio Universitário de Lisboa (EUL) geschaffen. 1992 erhielt das EUL vier weitere Rasenplätze mit jeweils eigenen Umkleideeinrichtungen.
Im 1994 rundum renovierten Estádio da Honra fanden noch im gleichen Jahr die 5. Leichtathletik-Juniorenweltmeisterschaften statt. Am 10. Juli 1997 erhielt das EUL seine erste Schwimmhalle, eingeweiht von Premierminister António Guterres.
Am 17. September 2001 weihte der für die portugiesische Hochschulbildung verantwortliche Staatssekretär Pedro Lourtie die Tennisanlage des EUL ein.
2002 wurde das EUL zu einem eigenständigen öffentlich-rechtlichen Institut, bis es 2012, mit Gesetz Nr. 266-E/2012 vom 31. Dezember 2012, Teil der Universität Lissabon wurde und seither ein eigenständiger Dienstleister innerhalb der Universitätsstruktur ist.
Im Zusammenhang mit der COVID-19-Pandemie in Portugal und den stark angestiegenen Fallzahlen wurde im Januar 2021 auf dem EUL-Gelände ein improvisiertes Krankenhaus mit anfangs 58 Betten errichtet, um im Falle einer möglichen Überlastung des Hospital de Santa Maria leichtere und bereits stabilisierte Fälle von Covid-Kranken zur Entlastung aufzunehmen, mit einer Erhöhungskapazität auf 200 Betten. Im März 2021 konnte das Lazarett wieder außer Dienst genommen werden und blieb hier nur für eine eventuelle neue Notlage bezugsfertig.